# Симферопольский автобус
Симферопольский автобус (укр. Сімферопольський автобус) — крупная система городских и пригородных автобусов города Симферополя, связывает отдалённые районы с центром города, большинство маршрутов проходят из одного конца города в другой. Также автобусы охватывают районы (такие как микрорайоны Украинка, Петровская балка, Пневматика, Ак-Мечеть, Фонтаны, Битумное, п/ф Южная; улиц Маршала Жукова, Героев Сталинграда, 51-й армии), которые не имеют троллейбусного сообщения.
В Симферополе действует два автобусных предприятия, городские маршруты облуживает МУП Горавтотранс и ГУП РК «КрымТроллейбус», а также ГУП обслуживает междугородние маршруты.

## История

### Запуск первых автобусов
Первый автобус в Симферополе появился в 1935 году на пригородном маршруте Симферополь — Карасубаза́р. В то время автобусная станция находилась на месте Центрального универмага (ЦУМ). В Симферополе практически отсутствовали городские маршруты, поскольку в городе действовало трамвайное сообщение, 4 маршрута которого охватывали весь город.

### Развитие автобусного движения
Масштабное развитие автобусных маршрутов началось в 1970 году когда было закрыто трамвайное движение, а троллейбусные маршруты обслуживали не весь город. В это время в Симферополе начали появляться новые микрорайоны Героев Сталинграда, Маршала Жукова, Залесская, и автобус стал в этих районах основной транспорт, так как туда не был протянут электротранспорт. Автобусный парк стал пополнялся новыми Венгерскими автобусами Ikarus 180 и Ikarus 556.Для улучшения транспортного обслуживания в Симферополе начали работу два автобусных парка: АТП 14327 (городские маршруты) и АТП 14329 (пригородные маршруты). В 1973 году в Симферополь стали поступать новые современные автобусы Ikarus 260 , а с 1977 года Ikarus 280.
В конце 80-х в Симферополь поступили автобусы Ikarus 263.

### Кризис 90х
В 1990 году. в городе работали 10 маршрутов, которые обслуживали районы города не имеющего движения электротранспорта. В начале 90-х автобусный парк получил новые автобусы ЛиАЗ-5256.00 и ЛАЗ-42021, которыми смогли частично обновить автобусный парк.
В 1995 году открылись новые автобусные маршруты № 5 Центральный рынок — Пневматика, № 7 Центральный рынок — Ак-Мечеть, № 10 Загородный — Автовокзал, № 12 пл. Советская — Хошкельды. Несмотря на открытие новых маршрутов стали сокращаться старые, маршрут № 2 был сокращён до пл. Советской, но вскоре был возвращён на ул. Залесская.
Конец 90-х для Симферопольского автобуса стал самым тяжёлым периодом за всю историю. Из состава крупнейшего автотранспортного предприятия Крыма ГП Крымавтотранс были выведены АТП 14327 и АТП 14329, первый вошёл в коммунальную собственность города а второй в республиканскую. В 1998 году и за отсутствия финансирования перестал обновляться автобусный парк, старые автобусы начали списываться а в замен новые не поступали, начали сокращаться маршруты, а некоторые вовсе отменялись. К этому времени в городе начали действовать маршрутные такси, и автобусный парк уничтожался в угоду частных перевозчиков.

### Закрытие в 2000х
В 2000-м году АТП 14327 было передано частной фирме Аспект, которая обещая обновит автобусный парк и развивать автобусные маршруты начала уничтожать автобусное движение. К 2001 году сократилось количество автобусов на маршрутах, уменьшились само количество маршрутов и в место десяти маршрутов остался один.
2002 году АТП 14327 было признано банкротом и прекратило свое существования, для поддержки автобусных перевозок на городские маршруты № 1 улица Маршала Жукова — НАПКС, № 2 Луговое — «3алесская», № 7 улица 51 Армии] — «улица Залесская» начал выпускать автобусы пригородный автобусный парк АТП 14329, и многие пригородные маршруты стали отправляться от площади Куйбышева в восточном направлении. Также была оказана помощь в Западном направлении для доставки пассажиров из пригородных сёл, Бахчисарайское АТП 14340 направило пригородные маршруты до Центрального рынка, а отправление производилось от остановки завод «1-го Мая». В 2003 году АТП 14329 прекращает перевозки по городским маршрутам. В это время в Симферополе появляются всё больше маршрутных такси, которые становятся популярными у жителей города, 118 маршрутов охватили все районы, давая пассажирам возможность добираться в любые точки города без пересадок. В 2004 году пригородные маршруты с площади Куйбышева перенесены на А/С Восточная и от завода 1-го Мая на А/С Западная. В 2007 году АТП 14329 прекращает перевозки на пригородных маршрутах, и все маршруты переходят частным перевозчикам.

### Первые шаги возобновления автобусного хозяйства
В 2010 году спустя 8 лет правительством Автономной Республики Крым было принято решение о восстановлении Симферопольского автобусного парка, и было создано Крымское республиканское предприятие КРП КРЫМАВТОБУС. Для новосозданного предприятия были закуплены 25 автобусов средней вместимости Богдан А201, в этом же году принято решение о оптимизации городских маршрутов. Большая часть маршрутных такси перенесена с центральных улиц на параллельные и принимается проект об движение в центре преимущественно для электротранспорта и для будущих автобусов. В 2011 г. автобусы вышли на маршрут № 3 «Свобода» — «Льдозаводское», спустя две недели открылся новый маршрут № 98А «Аэропорт» — «7 гор.больница» — «Фонтаны». В 2013 году Крымское республиканское предприятие КРП КРЫМАВТОБУС переходит в коммунальную собственность города Симферополя. На 2013 год АТП 14329 уже перестало осуществлять какие либо перевозки, территория парка сдавалась в аренду.
В Январе 2015 года КП КРЫМАВТОБУС было переименовано в МУП ГОРАВТОТРАНС.

### Возвращение автобусов
15 декабря 2015 года в Симферополь начали поступать автобусы большой вместимости ЛиАЗ-5292.25 декабря 2015 года на пл. Ленина прошла презентация новых автобусов.
В Январе 2016 года начали поступать автобусы НефАЗ.
15 июля 2016 года на улицы Симферополя вышли автобусы большой вместимости ЛиАЗ-5292.71 на маршрут № 30 Свобода — 7я горбольница, а 21 июля ЛиАЗы вышли на маршрут № 3 Свобода — ул. Маршала Жукова.
26 июля 2016 года новые автобусы начали обслуживать 70й маршрут ул. Арабатская — 7я горбольница и 49 Аэропорт — Марьино.
В конце августа 2016 года на маршрут № 98 7я горбольница — Аэропорт вышли первые автобусы НефАЗ-5299-30-51. В Сентябре 2016 автобусы вышли на маршрут № 7 ул. 51й армии — Ак- мечеть. В октябре 2016 автобусы вышли на маршрут № 65 ж/д Вокзал — Курцы и № 6 ул. Жидкова — кладбище Абдал. В ноябре ГорАвтоТранс начал обслуживать маршруты № 29 и 166.
В январе 2017 года предприятие МУП Горавтотранс переехало на новую территорию на ул. Кубанская 21.
3 февраля 2017 года предприятие ГУП РК Крымтроллейбус начал обслуживать пригородные маршруты 105 и 154 автобусами марки КАВЗ.
10 октября 2017 года на предприятие поступают первые три укороченных автобуса ЛиАЗ-4292.4 декабря 2017 года запущен новый автобусный маршрут № 55 а/с Западная — Битумное.
16 января 2018 года МУП Горавтотранс начал обслуживать возобновлённый маршрут № 22 пл. Куйбышева — Белое-5.
16 апреля 2018 года запущен новый автобусный маршрут № 77, соединяющий Аэропорт «Центральный» с новым Аэровокзалом.
10 июня 2018 года ГУП РК Крытроллейбус стал обслуживать маршрут № 135 пл. Московская — Красное.
3 августа 2018 года МУП Горавтотранс стал обслуживать маршруты № 12А и 12Б.
25 ноября 2018 года в МУП Горавтотранс поступили 50 новых автобусов ЛиАЗ 5292.60.
10 декабря 2018 года автобусы вышли на маршруты № 50,67,93.
15 февраля 2019 года открыт новый маршрут № 3А пл. Куйбышева — Трудовое.С 26 июля 2019 года МУП Горавтотранс стал обслуживать маршруты № 13 Хошкельды — Фонтаны, и № 62 Пневматика — Загородный. С 27 июля 2019 года МУП Горавтотранс стал обслуживать маршрут № 4 Неаполь Скифский — ПБК «Крым». С 31 августа 2019 года МУП Горавтотранс стал обслуживать маршрут № 8 ул. 51й Армии — Центральный рынок.20 октября 2019 года в Крымтроллейбус поступили автобусы ЛиАЗ 5292 и КАвЗ-4270.
В 2023 году Крымтроллейбус и ГорАвтоТранс объединились в одну компанию.

## Маршруты

### Городские маршруты
| 3   | Белое                             | Свобода — пр. Победы — пл. Куйбышева — пл. Советская — пр. Кирова — Центральный рынок — ул. Маяковского — ул. Желябова — ул. Авиационная — ул. Героев Сталинграда | ул. Маршала Жукова         | |
| 4   | Неаполь Скифский                  | ул. Тарабукина — ул. Крылова — ул. Караимская — ул. Чехова — ул. Гоголя — ул. Павленко — Железнодорожный вокзал — ул. Ким — пер. Персиковый — ул. Леси Украинки — ул. Локомотивная — ул. Генова — ул. Депутатская — Льдозавод — ул. Маршала Василевского — ул. Героев Сталинграда | ул. Маршала Жукова         | |
| 5   | Пневматика                        | ул. Балаклавская — ул. Русская — ул. 60 лет Октября — 7я горбольница — Фонтаны — а/с Западная — ул. Севастопольская — ул. Данилова — ул. Генерала Васильева — ул. Героев Сталинграда | ул. Маршала Жукова         | |
| 6   | Пневматика                        | ул. Балаклавская — ул. Русская — ул. Козлова — Центральный рынок — пр. Кирова — пл. Советская — пл. Куйбышева — ул. Киевская — пл. Московская — ул. Кечкеметская — ул. Куйбышева — Абдал | Живописное                 | |
| 7   | ул. 51-й Армии                    | пр. Победы — пл. Куйбышева — пл. Советская — пр. Кирова — Центральный рынок — ул. Козлова — ул. Русская — ул.60 лет Октября — ул. Залесская — Новониколаевка — ул. Амет-Хана Султана | Ак-Мечеть                  | |
| 8   | ул. 51-й Армии                    | пр. Победы — пл. Куйбышева — пр. Кирова — пл. Советская — ул. Ленина — ул. Красноармейская — ул. Чехова — пр. Кирова | Центральный рынок          | |
| 9   | Железнодорожный вокзал            | ул. Гагарина — пл. Московская — ул. Киевская — Рынок Привоз — Республиканский военкомат — Объездная дорога «Ялта-Евпатория» — Евпаторийское шоссе — ГРЭС | Комсомольское              | |
| 11  | ул. Маршала Жукова                | ул. Героев Сталинграда — ул. Генерала Васильева — ул. Данилова — ул. Севастопольская — а/с Западная — Фонтаны — 7-я горбольница — ул. 60 лет Октября — ул. Русская — ул. Козлова — Центральный рынок — пр. Кирова — пл. Советская — Железнодорожный вокзал — ул. Гагарина — пл. Московская — ул. Киевская — Рынок Привоз — Республиканский военкомат — Московское шоссе — Молодёжное — Аграрное | РКБ им. Семашко            | |
| 12А | ул. Красноармейская               | ул. Ленина — ул. Воровского — Автовокзал — ул. Киевская — пл. Куйбышева — пл. Московская — ул. Гагарина — Железнодорожный вокзал — пл. Советская — пр. Кирова — Центральный рынок — пр. Кирова — ул. Самокиша — ул. Крылова — ул. Караимская — ул. Чехова | ул. Красноармейская        | Кольцевой                                                                                          |
| 12Б | ул. Красноармейская               | ул. Чехова — ул. Гоголя — пр. Кирова — Центральный рынок — пр. Кирова — пл. Советская — Железнодорожный вокзал — ул. Гагарина — ул. КИМ — Евпаторийское шоссе — Объездная дорога «Ялта-Евпатория» — Республиканский военкомат — Рынок Привоз — пл. Московская — пл. Куйбышева — ул. Киевская — Автовокзал — ул. Воровского — ул. Ленина                                                         | ул. Красноармейская        | Кольцевой                                                                                          |
| 13  | Хошкельды                         | ул. Лютфие Софу — ул. Аблякима Гафарова — ул. Сенокосная — Каменка — ул. Сельская — ул. Глинки — Свобода — пр. Победы | ул. Бородина               | |
| 13А | Свобода                           | пр. Победы — ул. Кечкеметская — пл. Московская — ул. Киевская — Рынок Привоз — Республиканский военкомат — Московское шоссе — Молодёжное — Аграрное | РКБ им. Семашко            | |
| 14  | пл. Куйбышева                     | пр. Победы — ул. Кубанская — пер. Кубанский — Каменка | Коллективные сады          | |
| 18  | Центральный рынок                 | пр. Кирова — пл. Советская — Железнодорожный вокзал — ул. Гагарина — пл. Московская — ул. Киевская — Рынок Привоз — НАПКС | Дворец водных видов спорта | |
| 22  | Центральный рынок                 | пр. Кирова — пл. Советская — пл. Куйбышева — пр. Победы — Объездная дорога «Ялта-Евпатория» | Белое-5                    | Обратно: ул. Кечкеметская — пл. Московская — ул. Киевская.                                         |
| 27  | Дворец водных видов спорта        | Абдал — ул. Кечкеметская — пр. Победы — Свобода — ул. Азатлык — ул. Азизлер | Белое-4                    | Ранее 22Б.                                                                                         |
| 30  | Свобода                           | пр. Победы — пл. Куйбышева — пл. Советская — пр. Кирова — Центральный рынок — ул. Севастопольская — ул. Дмитрия Ульянова — ул. Русская — ул.60 лет Октября — 7я горбольница | Фонтаны                    | |
| 49  | Марьино                           | КФУ — пр. Вернадского — Автовокзал — ул. Киевская — пл. Куйбышева — пр. Кирова — пл. Советская — Железнодорожный вокзал — ул. КИМ —Евпаторийское шоссе — ГРЭС — Укромное | Аэровокзал                 | Обратно: Рынок Привоз — пл. Московская — ул. Киевская.                                             |
| 50  | Центральный рынок                 | пр. Кирова — пл. Советская — Железнодорожный вокзал — ул. Гагарина — пл. Московская — ул. Киевская — Рынок Привоз — НАПКС | Давыдовка                  | |
| 55  | а/с Западная                      | Новоромановка — ул. Севастопольская — Центральный рынок — пр. Кирова — пл. Советская — пл. Куйбышева — ул. Киевская — пл. Московская — Рынок Привоз — Республиканский военкомат — Московское шоссе — Молодёжное — Аграрное — РКБ им. Семашко | Битумное                   | |
| 59  | Центральный рынок                 | ул. Маяковского — ул. Толстого — ж/д вокзал — ул. КИМ | ул. Ракетная               | |
| 62  | Пневматика                        | ул. Балаклавская — ул. Русская — ул. Дмитрия Ульянова — ул. Севастопольская — пр. Кирова — пл. Советская — Железнодорожный вокзал — ул. Гагарина — пл. Московская — ул. Кечкеметская — пр. Победы | Загородный                 | Обратно: ул. Толстого.                                                                             |
| 67  | с/х Южный                         | Перово — п/ф Южная — ул. Данилова — ул. Севастопольская — Центральный рынок — ул. Маяковского — ул. Калинина — ул. Крейзера — ул. Гоголя — ул. Павленко — Железнодорожный вокзал — ул. Гагарина — пл. Московская — ул. Киевская — Рынок Привоз — Республиканский военкомат — НАПКС | Дворец водных видов спорта | |
| 77  | Загородный                        | пр. Победы — ул. Кечкеметская — пл. Московская — ул. Гагарина — ул. КИМ — пер. Персиковый — ул. Леси Украинки — ул. Локомотивная — ул. Генова — ул. Депутатская — Льдозавод — ул. Маршала Василевского — ул. Героев Сталинграда | ул. Маршала Жукова         | |
| 78  | Каменка                           | СТ «Таврида» — ул. Сельская — ул. Глинки — Свобода — пр. Победы — пл. Куйбышева — пл. Советская — пр. Кирова — Центральный рынок — ул. Козлова — ул. Севастопольская — Новоромановка — а/с Западная — Фонтаны | «Надежда»                  | Обратно: ул. Севастопольская.                                                                      |
| 81  | Р.Д.К.Б.                          | ул. Титова — ул. Куйбышева — ул. Лермонтова — пр. Победы — пл. Куйбышева — пр. Кирова — пл. Советская — Железнодорожный вокзал — ул. Гагарина — пл. Московская — ул. Киевская | ул. Никанорова             | |
| 88  | Коллективные сады (1-я остановка) | Каменка — ул. Сельская — ул. Глинки — Свобода — пр. Победы — пл. Куйбышева — ул. Киевская — Автовокзал — пр. Вернадского — Университет — ул. Мира — ул. Беспалова — Марьино | Кирпичное                  | |
| 89  | а/с Западная                      | Новоромановка — ул. Севастопольская — пр. Кирова — пл. Советская — Железнодорожный вокзал — ул. КИМ — Евпаторийское шоссе — Мирное | с/х Дзержинского           | Обратно: пр. Кирова — Ц. Рынок.                                                                    |
| 91  | Ешиль-Даг                         | Ак-Мечеть — Новониколаевка — ул. Залесская — ул. Севастопольская — Центральный рынок — пр. Кирова — пл. Советская — Железнодорожный вокзал — ул. КИМ — Евпаторийское шоссе | ГРЭС                       | |
| 92  | Центральный рынок                 | ул. Маяковского — ул. Калинина — ул. Крейзера — ул. Гоголя — ул. Жигалиной — пер. Элеваторный — ул. Маршала Василевского — Льдозавод — ул. Москалёва — | ул. Леси Украинки          | Обратно: ул. Леси Украинки.                                                                        |
| 93  | Неаполь Скифский                  | ул. Тарабукина — ул. Крылова — ул. Красноармейская — ул. Козлова | Центральный рынок          | |
| 95  | ул. Гурзуфская                    | Автовокзал — ул. Киевская — пл. Куйбышева — ул. Киевская — пл. Московская — Рынок Привоз — Республиканский военкомат — Московское шоссе — Молодёжное — Аграрное | РКБ им. Семашко            | При отсутствии желания у пассажиров ехать дальше, маршрут может быть сокращён до Агроуниверситета. |
| 98  | Фонтаны                           | 7я горбольница — ул.60 лет Октября — ул. Дмитрия Ульянова — ул. Севастопольская — Центральный рынок — пр. Кирова — пл. Советская — Железнодорожный вокзал — ул. КИМ — Евпаторийское шоссе — ГРЭС | Аэрофлотский               | |
| 99  | Залесье                           | Ак-Мечеть — Новониколаевка — ул. Залесская — ул.60 лет Октября — ул. Русская — ул. Козлова — ул. Севастопольская — пр. Кирова — пл. Советская — Железнодорожный вокзал — ул. Гагарина — пл. Московская — ул. Киевская — Рынок Привоз — Республиканский военкомат — Московское шоссе — ул. Строителей                                                                                            | Молодёжное                 | Обратно: пр. Кирова — Ц. Рынок.                                                                    |
| 100 | Каменка                           | СТ «Таврида» — ул Сельская — ул. Глинки — Свобода — пр. Победы — ул. Кечкеметская — пл. Московская — ул. Киевская — Рынок Привоз — Республиканский военкомат — Объездная дорога «Ялта-Евпатория» — Евпаторийское шоссе — ГРЭС | Аэрофлотский               | |

### Пригородные маршруты
| 313-13 | ул. Героев Сталинграда | Дубки — Новозбурьевка —Демьяновка — Пожарское — Водное | Лекарственное |  |
| 309-23 | ул. Героев Сталинграда | Дубки                                                  | Новозбурьевка |  |
| 397-23 | ул. Героев Сталинграда | Дубки                                                  | Прудовое      |  |
| 308-23 | ул. Героев Сталинграда | Дубки                                                  | Ключевое      |  |
| 310-23 | ул. Героев Сталинграда | Дубки                                                  | Кольчугино    |  |
| 364-23 | ул. Героев Сталинграда | Дубки                                                  | Новосёловка   |  |
| 441-23 | ул. Героев Сталинграда | Дубки                                                  | Тепловка      |  |
| 507-23 | ул. Героев Сталинграда | Дубки                                                  | Табачное      |  |

### Пригородные маршруты от ж/д Вокзала
| 101    | Железнодорожный вокзал | ГРЭС — Комсомольское — Совхозное — Укромное — Родниковое | Аркадьевка                    |  |
| 104    | Железнодорожный вокзал | ул. Гагарина — пл. Московская — ул. Киевская — Рынок Привоз — Республиканский военкомат — Московское шоссе — Молодёжное — Аграрное — Битумное — Красная Зорька — ул. Московская — ул. Северная — ул. Карла Маркса                | Гвардейское (Гарнизон)        |  |
| 178    | Железнодорожный вокзал | ул. Гагарина — пл. Московская — ул. Киевская — Рынок Привоз — Республиканский военкомат — Московское шоссе — Молодёжное — Аграрное — Битумное — Гвардейское — Красная Зорька — Новый Сад — Куприно                               | Широкое                       |  |
| 503-08 | Железнодорожный вокзал | ул. Гагарина — пл. Московская — пл. Куйбышева — ул. Киевская — Автовокзал — пр. Вернадского — КФУ — Марьино | Лозовое (СТ «Салгир»)         |  |
| 386-23 | Железнодорожный вокзал | ул. Гагарина — пл. Московская — пл. Куйбышева — ул. Киевская — Автовокзал — пр. Вернадского — КФУ — Марьино — Лозовое — Андрусово — Пионерское — Доброе — Заречное — Перевальное — ул. Дачная — ул. Полигонная — ул. Октябрьская | Перевальное (Военный городок) |  |
| 347-23 | Железнодорожный вокзал | ул. Гагарина — пл. Московская — пл. Куйбышева — ул. Киевская — Автовокзал — пр. Вернадского — КФУ — Марьино — Лозовое — Андрусово — Пионерское — Доброе — Заречное                                                               | Мраморное                     |  |
| 320-23 | Железнодорожный вокзал | ул. Гагарина — пл. Московская — пл. Куйбышева — ул. Киевская — Автовокзал — пр. Вернадского — КФУ — Марьино — Лозовое — Андрусово — Пионерское — Доброе                                                                          | Краснолесье                   |  |
| 291-23 | Железнодорожный вокзал | ГРЭС — Комсомольское — Совхозное — Укромное — Софиевка — Гвардейское — Журавлёвка — Сторожевое | Сумское                       |  |
| 385-20 | Железнодорожный вокзал | ул. Гагарина — пл. Московская — ул. Киевская — Рынок Привоз — Республиканский военкомат — Московское шоссе — Молодёжное — Аграрное — Битумное — Солнечное — Урожайное — Чайкино — Первомайское                                   | Первомайское                  |  |
| 300-23 | Железнодорожный вокзал | ул. Гагарина — пл. Московская — ул. Киевская — Рынок Привоз — Республиканский военкомат — Московское шоссе — Молодёжное — Аграрное — Битумное — Солнечное — Урожайное — Чайкино — Первомайское                                   | Первомайское (Калиновка)      |  |
| 446-23 | Железнодорожный вокзал | ул. Гагарина — пл. Московская — ул. Киевская — Рынок Привоз — Республиканский военкомат — Московское шоссе — Молодёжное — Аграрное — Битумное — Солнечное                                                                        | Урожайное                     |  |
| 319-23 | Железнодорожный вокзал | ул. Гагарина — пл. Московская — ул. Киевская — Рынок Привоз — Республиканский военкомат — Московское шоссе — Молодёжное — Аграрное — Битумное — Первомайское                                                                     | Красное                       |  |
| 361-23 | Железнодорожный вокзал | ул. Гагарина — пл. Московская — ул. Киевская — Рынок Привоз — Республиканский военкомат — Московское шоссе — Молодёжное — Аграрное — Битумное — Красная Зорька                                                                   | Новоандреевка                 |  |
| 360-23 | Железнодорожный вокзал | ул. Гагарина — пл. Московская — ул. Киевская — Рынок Привоз — Республиканский военкомат — Московское шоссе — Молодёжное — Аграрное — Битумное — Красная Зорька — Новоандреевка                                                   | Харитоновка                   |  |
| 548-23 | Железнодорожный вокзал | ГРЭС — Комсомольское — Совхозное — Укромное — Родниковое | Скворцово                     |  |
| 456-23 | Железнодорожный вокзал | ГРЭС — Комсомольское — Совхозное — Укромное — Родниковое | Шафранное                     |  |
| 459-23 | Железнодорожный вокзал | ГРЭС — Комсомольское — Совхозное — Укромное — Родниковое | Школьное                      |  |
| 484-23 | Железнодорожный вокзал | ГРЭС — Комсомольское — Совхозное — Укромное — Родниковое | Колодезное                    |  |

### Пригородные маршруты от ул. Бородина
| 243-23 | ул. Бородина | пр. Победы — Свобода — Акрополис — Айкаван | Белое-4                  |           |
| 437-23 | ул. Бородина | пр. Победы — Авторынок — Объездная дорога «Ялта-Евпатория» — Луговое — ул. Автомобилистов — ул. Миллет — ул. Джами — ул. Миллет — ул. Тюзлюк — ул. Дегерменкой — ул. Куванчлы | Строгановка (Кукурузное) |           |
| 509-23 | ул. Бородина | Объездная дорога «Ялта-Евпатория» — Авторынок — Луговое — Строгоновка — Денисовка — Ивановка                                                                                  | Дружное                  |           |
| 549-23 | ул. Бородина | Объездная дорога «Ялта-Евпатория» — Ана-Юрт — Айкаван — Акрополис — пр. Победы — Каменка — ул. Сельская — ул. Глинки — Свобода — пр. Победы                                   | ул. Бородина             | Кольцевой |

### Пригородные маршруты от Центрального рынка
| 493-23 | Центральный рынок | пр. Кирова — пл. Советская — Железнодорожный вокзал — ул. КИМ — Евпаторийское шоссе — Мирное | Белоглинка |  |

### Пригородные маршруты от пл. Куйбышева
| 508-23  | пл. Куйбышева | пр. Победы — Свобода — ул. Глинки — ул Сельская — Каменка — Акрополис — Хошкельды            | Трудовое |  |
| 502-23  | пл. Куйбышева | ул. Киевская — Автовокзал — ул. Гурзуфская — Объездная дорога «Ялта-Евпатория» — Строгановка | Ивановка |  |
| 502Г-23 | пл. Куйбышева | Объездная дорога «Ялта-Евпатория» — Авторынок — Луговое — Строгоновка — Денисовка            | Ивановка |  |

### Пригородные маршруты от ГРЭСа
| 105 | ГРЭС | Укромное — Софиевка — ул. Лавандовая — ул. Карла Маркса — ул. Ленина | Гвардейское (Станция Остряково) |  |

### Пригородные маршруты от а/с Восточная
| 283-23               | а/с Восточная | пр. Победы — Каменка — Хошкельды                                                         | Донское         |  |
| 307-23               | а/с Восточная | пр. Победы — Каменка — Хошкельды — Донское — Спокойное — Давыдово                        | Клёновка        |  |
| 304-23/305-23/306-23 | а/с Восточная | пр. Победы — Каменка — Хошкельды — Донское — Дмитрово — Верхнекурганное — Нижнекурганное | Клёновка        |  |
| 492-23               | а/с Восточная | пр. Победы — Каменка — Хошкельды — Донское — Спокойное                                   | Верхнекурганное |  |
| 500-08               | а/с Восточная | пр. Победы — Каменка — Хошкельды                                                         | Барабаново      |  |

### Пригородные маршруты от а/с Западная
| 482-23 | а/с Западная | ул. Севастопольская — ул. Данилова — ул. Генерала Васильева — ул. Героев Сталинграда — Дубки | Фрунзе     |  |
| 483-23 | а/с Западная | ул. Севастопольская — ул. Данилова — ул. Генерала Васильева — ул. Героев Сталинграда — Дубки | Береговое  |  |
| 250-12 | а/с Западная | Чистенькое — Левадки — Приятное Свидание — Новопавловка                                      | Бахчисарай |  |
| 285-12 | а/с Западная | Чистенькое — Левадки — Приятное Свидание — Почтовое                                          | Дубровка   |  |
| 430-12 | а/с Западная | Чистенькое — Левадки — Приятное Свидание — Новопавловка — Бахчисарай                         | Синапное   |  |

### Пригородные маршруты от а/с Курортная
| 375-16,376-16 | а/с Курортная | ул. Гагарина — пл. Московская — ул. Киевская — Рынок Привоз — Республиканский военкомат — Московское шоссе — Молодёжное — Аграрное — Битумное — Красная Зорька — Новоандреевка | Октябрьское |  |
| 427-08        | а/с Курортная | ГРЭС — Укромное — Родниково — Новый Мир — Школьное — Скворцово — Червоное — Чеботарка — Орехово — Евпаторийское шоссе — ул. Симферопольская — Автостанция                      | Саки        |  |
| 420-08        | а/с Курортная | ул. Героев Сталинграда — Дубки — ул. Виноградная — Новозбурьевка —Демьяновка — Пожарское — Водное — Лекарственное — Кольчугино — Раздолье                                      | Николаевка  |  |
| 420-08        | а/с Курортная | ул. Героев Сталинграда — Дубки — ул. Виноградная — Новозбурьевка —Демьяновка — Пожарское — Водное — Лекарственное — Кольчугино — Раздолье                                      | Береговое   |  |
| 545-22        | а/с Курортная | | Лушино      |  |
|               | а/с Курортная | | Джанкой     |  |
|               | а/с Курортная | | Судак       |  |
|               | а/с Курортная | | Феодосия    |  |
|               | а/с Курортная | | Бердянск    |  |
|               | а/с Курортная | | Мелитополь  |  |

### Пригородные маршруты от Центрального Автовокзала
| 476-16 | Автовокзал |                  | Котельниково (Стахановка) |  |
|        | Автовокзал |                  | МАПП Джанкой              |  |
|        | Автовокзал | Феодосия         | Керчь                     |  |
|        | Автовокзал | Саки — Евпатория | Черноморское              |  |

### Пригородные маршруты от а/с Аэропорт
| 419-08 | Аэропорт | Укромное — ГРЭС — а/с Курортная — ул. Героев Сталинграда — Дубки — ул. Виноградная — Новозбурьевка — Демьяновка — Пожарское — Водное — Лекарственное — Кольчугино — Раздолье | Николаевка |  |
|        | Аэропорт | Феодосия | Коктебель  |  |

### Закрытые маршруты
| 49А   | Железнодорожный вокзал | ул. КИМ —Евпаторийское шоссе — ГРЭС — Укромное | Аэровокзал    | Ночной маршрут.         |
| 50/67 | п/ф Южная              | ул. Данилова — ул. Севастопольская — Центральный рынок — ул. Маяковского — ул. Калинина — ул. Крейзера — ул. Гоголя — ул. Павленко — Железнодорожный вокзал — ул. Гагарина — пл. Московская — ул. Киевская — Рынок Привоз — НАПКС | Давыдовка     | Заменён маршрутом № 67. |
| 98А   | Фонтаны                | 7я горбольница — ул.60 лет Октября — ул. Дмитрия Ульянова — ул. Севастопольская — Центральный рынок — пр. Кирова — пл. Советская —Железнодорожный вокзал — ул. КИМ — Евпаторийское шоссе — ГРЭС                                   | Комсомольское |                         |
|       | а/с Курортная          | а/с Западная — Чистенькое — Левадки — Приятное Свидание — Тополи — Новопавловка — Почтовое — Нововасильевка — Зубакино — Стальное — Плодовое — Дорожное — Брянское — Каштаны — Шевченково — Отрадное — Вилино                     | Песчаное      |                         |
|       | а/с Западная           | Чистенькое — Левадки — Приятное Свидание — Тополи — Новопавловка — Почтовое — Нововасильевка — Зубакино — Стальное — Плодовое — Дорожное — Брянское — Каштаны — Шевченково — Отрадное — Вилино                                    | Песчаное      |                         |
|       | а/с Восточная          | пр. Победы — Каменка — Акрополис — Хошкельды — Донское — Зуя — Крымская Роза — Цветочное | Белогорск     |                         |
|       | а/с Восточная          | Каменка — Акрополис — Хошкельды — Мазанка — Красновка | Лесноселье    |                         |
|       | а/с Западная           | Чистенькое — Левадки — Приятное Свидание — Тополи — Новопавловка — Севастьяновка — Глубокий Яр | Бахчисарай    |                         |
|       | Аэрофлотский           | Укромное — ГРЭС — а/с Курортная — ул. Героев Сталинграда — Дубки — ул. Виноградная — Новозбурьевка —Демьяновка — Пожарское — Водное — Лекарственное — Кольчугино — Раздолье                                                       | Николаевка    |                         |
|       | Железнодорожный вокзал | ГРЭС | Аэрофлотский  | Экспресс                |
|       | а/с Курортная          | | Херсон        |                         |

## Подвижной состав
|  | ЛиАЗ-5292                        | 90 | ЛиАЗ-5292.71 первая поставка для МУП «Горавтотранс», спустя более 20 лет это первые большие автобусы в Симферополе. ЛиАЗ-5292.67 вторая поставка для МУП «Горавтотранс». ЛиАЗ-5292.67 (рестайлинг) поставка для ГУП РК Крымтроллейбус. |
|  | ЛиАЗ-4292                        | 6  | Куплены за счёт предприятия МУП «Горавтотранс». |
|  | НЕФАЗ-5299                       | 30 | |
|  | КАвЗ-4270                        | 80 | |
|  | ПАЗ-320415-14 «Вектор Next» (FA) | 40 | |
|  | КАвЗ-4238                        | 90 | |

## Автобусные парки

### Действующие
| Действующие автобусные парки | Действующие автобусные парки | Действующие автобусные парки | Действующие автобусные парки | Действующие автобусные парки            | Действующие автобусные парки | Действующие автобусные парки |
| Фото                         | Парк                         | Дата открытия                | Дата закрытия                | Адрес                                   | Обслуживаются маршруты | Примечание                   |
| ---------------------------- | ---------------------------- | ---------------------------- | ---------------------------- | --------------------------------------- | --- | ---------------------------- |
|                              | МУП «Горавтотранс»           | 2011                         |                              | г. Симферополь, пер. Производственный 8 | 3,3А,4,7,13,22А,22Б,29,30,49,55,62,67,98 | Муниципальный перевозчик.    |
|                              | ГУП РК «Крымтроллейбус»      | 2017                         |                              | г. Симферополь, ул. Глинки 69           | 5,6,8,9,12А,12Б,13А,22,50,63,70,78,81,88,93,95,96,99,100,101,104,105,178,291-23,437-23,509-23,385-20,300-23,446-23,319-23,361-23,360-23,375-16,376-16,427-08,420-08,419-08,313-13,309-23. пригородные и междугородные | Республиканский перевозчик.  |

### Закрытые
| Закрытые автобусные парки | Закрытые автобусные парки | Закрытые автобусные парки | Закрытые автобусные парки | Закрытые автобусные парки        | Закрытые автобусные парки   | Закрытые автобусные парки |
| Фото                      | Парк                      | Дата открытия             | Дата закрытия             | Адрес                            | Обслуживаются маршруты      | Примечание |
| ------------------------- | ------------------------- | ------------------------- | ------------------------- | -------------------------------- | --------------------------- | --- |
|                           | АТП 14327                 | 1935 год                  | 2002                      | г. Симферополь, ул. Киевская, 20 | 1,2,3,4,5,6,7,8,9,10,11,12  | Закрыт в 2002 году. Часть автобусов перешли в АТП 14329.Сегодня территория АТП служит отстойникам автобусом прибывших из дальних рейсов.                                                                                             |
|                           | АТП 14329                 | 1987                      | 2009                      | г. Симферополь, ул. Глинки, 61а  | Пригородные и междугородные | Городские перевозки прекращены в 2003 году, пригородные в 2007 году. Междугородные прекратились примерно в 2012 году. Сегодня существует как Коммандитное общество, регулярные перевозки не осуществляет. Территория сдана в аренду. |

## Автовокзалы

### Действующие
| Действующие автовокзалы | Действующие автовокзалы | Действующие автовокзалы                                   | Действующие автовокзалы                                             | Действующие автовокзалы                      |
| Фото                    | Станция                 | Обслуживает направления                                   | Адрес                                                               | Примечание                                   |
| ----------------------- | ----------------------- | --------------------------------------------------------- | ------------------------------------------------------------------- | -------------------------------------------- |
|                         | Центральный Автовокзал  | Междугородные перевозки по Крыму, и Российской Федерации. | г. Симферополь, ул. Киевская, 4,                                    | Открытие автовокзала состоялось в 1959 году. |
|                         | Автостанция Курортная   | Междугородные перевозки по Крыму.                         | г. Симферополь, ул. Гагарина 8. (Привокзальная площадь ж/д вокзала) |                                              |
|                         | Автостанция Западная    | Пригородные перевозки в западном направление Крыма.       | г. Симферополь, ул. Севастопольская 243. (Новоромановка)            |                                              |
|                         | Автостанция Восточная   | Пригородные перевозки в восточном направление Крыма.      | г. Симферополь, ул. Самохвалова 4. (Свобода)                        |                                              |
|                         | Автостанция Аэропорт    | Междугородные перевозки по Крыму.                         | г. Симферополь, с. Укромное, площадь Воссоединения, 1               | Кассы расположены в здании аэровокзала.      |

### Закрытые
| Закрытые автовокзалы | Закрытые автовокзалы    | Закрытые автовокзалы   | Закрытые автовокзалы          | Закрытые автовокзалы |
| Фото                 | Станция                 | Обслуживал направления | Адрес                         | Примечание |
| -------------------- | ----------------------- | ---------------------- | ----------------------------- | --- |
|                      | Автостанция Союзтранс   | Все направления Крыма  | пр. Кирова 19/1               | Первая автостанция была открыта в 1935 году. Впоследствии была перенесена на ул. Желябова/Карла Маркса. Сегодня на месте первой автостанции расположен Центральный Универмаг «ЦУМ». |
|                      | Автостанция Симферополь | Все направления Крыма  | ул. Желябова/ул. Карла Маркса | Предположительно закрыта в 1970—1980 годах. |